# 22-я стрелковая дивизия

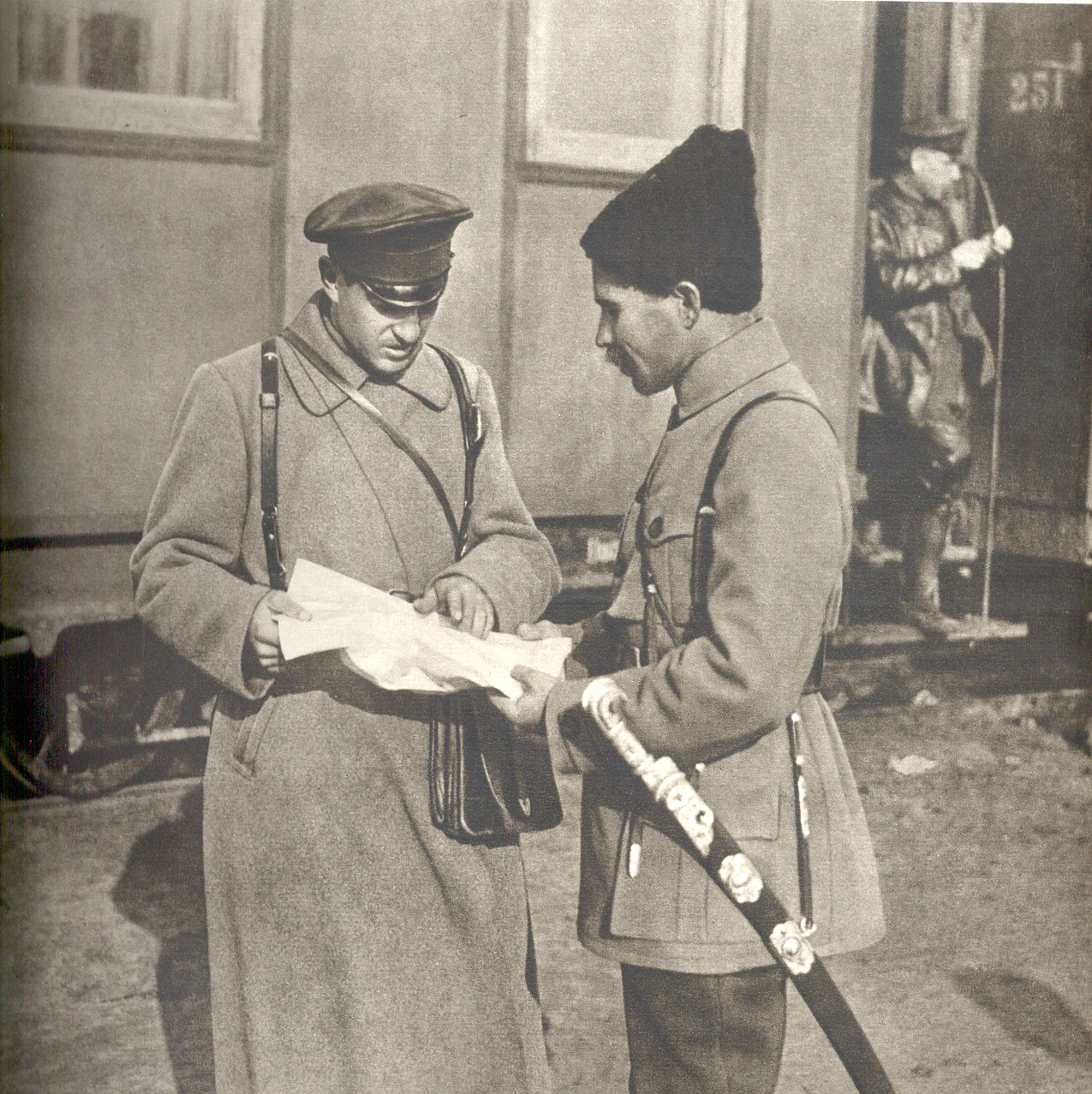
Командир 1-й Николаевской дивизии С. П. Захаров и командир 2-й Николаевской дивизии В. И. Чапаев, 1918 год.

22-я стрелковая дивизия — воинское соединение РККА и Советской Армии ВС СССР.
Полное действительные наименования формирования — 22-я стрелковая Краснодарско-Харбинская дважды Краснознамённая дивизия. Соединение принимало участие в гражданской и войне с Японией. Периоды вхождения в состав Действующей армии:
- 9 августа — 3 сентября 1945 года.[1]

## История
Соединение сформировано 22 сентября 1918 года, под наименованием 2-я Николаевская пехотная дивизия из полков, созданных на основе партизанских отрядов Новоузенского, Николаевского и Малоузенского уездов Самарской губернии и двух добровольческих отрядов балашовских и пензенских рабочих. В ранний период военного строительства Красной Армии и Вооружённых сил формирование имело наименования со 2 октября 1918 года — Николаевская пехотная дивизия, с 24 ноября 1918 года — 30-я Николаевская советская пехотная дивизия, с 13 января 1919 года — Николаевская стрелковая дивизия, с 25 марта 1919 года переименована в 22-ю стрелковую дивизию.
В 1918—1919 годах соединение стрелков входило в состав 4-й армии Восточного фронта РККА.
С 20 апреля по 11 июля 1919 года, на протяжении 80 дней силы дивизии обороняли Уральск. Советское правительство объявило защитникам города благодарность, 192-й, 194-й и 196-й полки 22-й стрелковой дивизии были награждены Почётным Красным знаменем ВЦИК, особо отличившиеся участники обороны — орденом Красного Знамени.
Дивизия принимала участие в овладении станцией Шипово и Деркул (под Уральском).
Затем соединение было переброшена на Южный фронт, сражалось в Донской области, под станицами Михайловская, Усть-Хопёрская (сентябрь — октябрь 1919 года), Вёшенская (декабрь 1919 года). Дивизия участвовала в Доно-Манычской и Тихорецкой наступательной операции Кавказского фронта РККА (январь — февраль 1920 года), освобождала Екатеринодар (март 1920 года), вела бои в районе станиц Азовская и Ильинская и под Новороссийском; охраняла побережье Чёрного и Азовского морей (апрель — июль 1920 года); участвовала в ликвидации бандитизма в августе — сентябре 1920 года, в разгроме «улагаевского десанта» на побережье Азовского моря в районе станиц Тимашевская, Анненская, города Темрюк.
В конце августа 1920 года в районе станицы Таманской произошёл бой 22-й дивизии с войсками генерала Врангеля. Внезапными ударами красные разгромили своего противника. За эту бой 25 декабря 1921 года дивизии было присвоено почётное наименование «Краснодарская».
После гражданской войны и интервенции дивизия дислоцировалась в Краснодаре. Спустя несколько лет на базе 22-й дивизии сформировали 74-я Таманская территориальная стрелковая дивизия (1921—1942).
За боевые заслуги 21 февраля 1931 года дивизия была награждена Почётным Красным Знаменем.
В 1937 году Краснодарскую дивизию перебазировали на Дальний Восток, где назревал военный конфликт с японцами. Летом 1938 года 195-й Ейский стрелковый полк дивизии участвовал в боях у озера Хасан.
На 22.06.1941 года дислоцировалась на Дальнем Востоке. В боях с Германией и сателлитами участия не принимала.
В 1941—1943 гг., дивизия отправила на Западный фронт, в составе маршевых рот и батарей 6086 человек.
В действующей армии с 09.08.1945 по 03.09.1945 года. Дивизия входила в состав 26-го стрелкового корпуса 1-й Краснознамённой армии.
Вступила в бой с началом войны с Японией, принимала участие в Маньчжурской наступательной операции, взятии Харбина. За боевые заслуги, проявленные в этих боях, дивизия удостоена почётного наименования «Харбинская».
12 марта 1957 года соединение преобразовано в 22-ю мотострелковую дивизию с сохранением всех почётных наименований, исторического формуляра, боевой славы и наград.
После войны формирование некоторое время находилось в Хабаровском крае, а затем было переведено на Камчатку. 22-я мотострелковая дивизия (в/ч 10103) находилась в составе 25-го армейского корпуса Дальневосточного военного округа.
Правопреемником почётных наименований является 40-я отдельная дважды Краснознамённая Краснодарско-Харбинская бригада морской пехоты Тихоокеанского флота (остаток «городского полка» в Петропавловске-Камчатском).

## В составе
- Дальневосточный фронт, 1-я армия, 26-й стрелковый корпус

## Состав
Состав 22-й стрелковой дивизии на 1932 год
- 64-й стрелковый полк
- 65-й стрелковый полк
- 66-й стрелковый полк

Состав 22-й стрелковой дивизии на 1940 год
- 5-й стрелковый полк
- 211-й стрелковый полк
- 304-й стрелковый полк

- управление
- 211-й стрелковый полк
- 246-й стрелковый полк
- 304-й стрелковый полк
- 157-й артиллерийский полк
- 182-й гаубичный артиллерийский полк (до 09.02.1942)
- 460-й отдельный самоходно-артиллерийский дивизион
- 95-й отдельный истребительно-противотанковый дивизион
- 32-я отдельная разведывательная рота
- 13-й отдельный сапёрный батальон
- 65-й отдельный батальон связи
- 24-й медико-санитарный батальон
- 81-й полевой подвижный госпиталь
- 40-я отдельная рота химический защиты
- 438-я автотранспортная рота
- 47-я ремонтно-восстановительная рота
- 86-я полевая хлебопекарня
- 97-й (211-й) дивизионный ветеринарный лазарет
- 495-я полевая почтовая станция
- 244-я полевая касса Госбанка

Большинство частей дивизии дислоцировалось в г. Петропавловск-Камчатский:
- управление дивизии г. Петропавловск-Камчатский);
- 211-й мотострелковый полк (Камчатская область, п. Долиновка);
- 246-й мотострелковый полк (Камчатская область, п. Чапаевка);
- 304-й мотострелковый Краснознамённый полк (Камчатская область, п. Красной Звезды);
- 996-й артиллерийский полк (п. Чапаевка);
- 1178-й зенитный ракетный полк (г. Петропавловск-Камчатский);
- 795-й отдельный противотанковый артиллерийский дивизион (г. Петропавловск-Камчатский);
- 59-й отдельный танковый батальон (г. Петропавловск-Камчатский). До сокращения данная часть являлась полноценным танковым полком, имевшим на вооружении до 90 танков;
- 784-й отдельный разведывательный батальон (г. Петропавловск-Камчатский);
- 124-й отдельный батальон связи (г. Петропавловск-Камчатский);
- 765-й отдельный инженерно-сапёрный батальон (г. Петропавловск-Камчатский);
- 591-й отдельный батальон РХБ защиты (г. Петропавловск-Камчатский);
- 197-й отдельный ремонтно-восстановительный батальон (г. Петропавловск-Камчатский);
- 1251-й отдельный батальон материального обеспечения (г. Петропавловск-Камчатский);
- 1474-й эксплуатационный батальон (г. Петропавловск-Камчатский);
- 24-й отдельный медицинский батальон (г. Петропавловск-Камчатский).[4]

## Начальники и командиры дивизии
- Чапаев, Василий Иванович (22 сентября 1918 — 14 ноября 1918)
- Дементьев, Анатолий Антонович (14 ноября 1918 — 26 февраля 1919)
- Сапожков, Александр Васильевич (26 февраля 1919 — 1 октября 1919)
- Захаров, Сергей Парменович (1 октября 1919 — 17 марта 1920)
- Гагаев, Сергей Михайлович (17 марта 1920 — 24 апреля 1920)
- Ицковский, Рувим Лейбович (24 апреля 1920 — 8 мая 1920), временно исполняющий должность
- Майстрах, Борис Владимирович (8 мая 1920 — 26 сентября 1920)
- Шарсков, Иван Фёдорович (26 сентября 1920 — 5 марта 1921)
- Белов, Иван Панфилович (22 апреля 1922 — 6 июня 1922)
- Ольшанский, Михаил Михайлович (9 июня 1923 — 6 сентября 1923)
- Ковтюх, Епифан Иович (26 сентября 1923 — май 1926)
- Покус, Яков Захарович (май 1926 — октябрь 1929)
- Смирнов, Илья Корнилович (01 октября 1929 — сентябрь 1930)
- Смирнов, Илья Корнилович (март 1931 — декабрь 1932)
- Голубев, Константин Дмитриевич (27 февраля 1933 — март 1936), комбриг (с 1935)
- Качалов, Владимир Яковлевич (29 мая 1936 — 13 июня 1937), комдив
- Дубков, Михаил Георгиевич (14 июля 1937 — 18 марта 1938), полковник, с 17 февраля 1938 года — комбриг
- Мамонов, Степан Кириллович (март 1938 — 2 июля 1939), полковник
- Семёнов, Василий Александрович (3 июля 1939 — 4 ноября 1942), полковник, с 7 октября 1941 года — генерал-майор
- Свирс, Николай Карпович (25 ноября 1942 — 3 сентября 1945), полковник, с 22 февраля 1944 года — генерал-майор
- Фочкин, Спиридон Матвеевич (февраль 1946 — 25 апреля 1947), полковник
- Беляев, Иван Петрович (апрель 1947 — июнь 1952), генерал-майор
- Журавлёв, Александр Васильевич (июнь 1952 — 17 мая 1957), генерал-майор
- Драенков, Фёдор Савельевич (17 мая 1957 — 3 октября 1959), полковник, с 25 мая 1959 года — генерал-майор
- Одинцов, Александр Иванович (3 октября 1959 — 13 декабря 1962), полковник, с 9 мая 1961 года — генерал-майор
- Кривда, Федот Филиппович (13 декабря 1962 — 12 августа 1964), полковник
- Сысоев, Пётр Иванович (12 августа 1964 — январь 1967)
- Грищенко, Степан Александрович (январь 1967 — 22 августа 1969), полковник, с 25 октября 1967 года — генерал-майор
- Морозов, Георгий Андреевич (22 августа 1969 — сентябрь 1974), полковник, с 29 апреля 1970 года — генерал-майор

## Награды
До Великой Отечественной войны:
- 21 марта 1931 года — награждена  Почётным революционным Красным Знаменем

Во время Великой Отечественной войны и после её окончания:
- 19 сентября 1945 года — почётное наименование «Харбинская» — присвоено приказом Верховного Главнокомандующего № 0161 от 19 сентября 1945 года — за отличие в боях с японскими захватчиками при взятии Харбина
- ???? — Орден Красного Знамени  — награждена указом Президиума Верховного Совета СССР — за образцовое выполнение боевых заданий командования и проявленные при этом доблесть и мужество.

Награды полков дивизии:
- 304-й стрелковый Краснознамённый полк

## Люди, связанные с дивизией
- Базаров, Владимир Кузьмич — В 1931—1932 гг. проходил службу в командиром батальона в 65-й Новороссийском сп. Осенью 1932 был назначен командиром отдельного танкетного батальона. С апреля 1933 г. командовал батальоном в 66-м стрелковом полку, а в марте 1935 г. переведен пом. командира по строевой части 64-го стрелкового полка. В июле 1937 г. с полком убыл на Д. Восток в состав 1-й Отдельной Краснознаменной армии, а с 10.11.1937 по 26.1938 командовал этим полком. Комбриг
- Бирюзов, Сергей Семёнович (1905—1964) — советский военачальник, маршал Советского Союза. С 09.1926 г. по 12.1929 командовал взводом в 65-м сп.
- Власов, Василий Ефимович (1902—1978) — советский военачальник, генерал-майор. В 1925—1929 гг. служил командиром стрелкового взвода, взвода полковой школы, врид командира роты 66-го стрелкового полка. В 1926 г. командиром взвода участвовал в разоружении банд в Дагестане. В 1936—1927 гг. служил командиром стрелкового батальона 66-го стрелкового полка.
- Грачёв, Михаил Алексеевич (1897—1963) — советский военачальник, полковник. В 1940—1941 гг. служил начальником пехоты дивизии.
- Донец, Александр Алексеевич (1909—1979) — советский военачальник, генерал-майор. В 1931—1932 гг. служил курсантом команды одногодичников 65-го стрелкового полка.
- Зайцев, Михаил Иванович (1901—1944) — советский военачальник, полковник. С апреля по декабрь 1922 года служил командиром взвода 64-го стрелкового полка.
- Ковалевский, Аркадий Макарович (1897—1944) — советский военачальник, полковник. В 1931—1937 гг. служил командиром 64-го стрелкового полка.
- Койда, Самуил Трофимович (1901—19??) — полковник РККА (1942—1943), впоследствии деятель «власовского» движения. В 1926—1931 гг. служил командиром стрелкового взвода и взвода полковой школы, политруком роты, начальником клуба и командиром роты 65-го стрелкового полка.
- Краснов, Николай Иванович (1909—19??) — советский военачальник, полковник. В 1933—1937 гг. служил командиром взвода и пом. командира батареи 22-го артиллерийского полка, командиром батареи, пом. начальника штаба 66-го стрелкового полка.
- Крымский, Николай Алексеевич (1901—19??) — советский военачальник, полковник. В 1936—1937 гг. служил пом. начальника штаба 65-го стрелкового полка.
- Маслов, Алексей Григорьевич (1903—1971) — советский военачальник, гвардии генерал-майор. В 1931—1933 гг. командовал батальоном в 65-м стрелковом полку.
- Попов, Константин Степанович (1894—1976) — советский военачальник, полковник. В 1922—1926 гг. служил командиром взвода и врид командира роты в 64-м стрелковом полку в г. Армавир.
- Рогов, Николай Васильевич (1904—1967) — советский военачальник, генерал-майор. В 1928—1930 гг. служил командиром взвода в 64-м стрелковом полку.
- Соболев, Семён Иванович (1907—?) — советский военачальник, полковник. В 1929—1932 гг. служил командиром отделения и помкомвзвода в 64-м стрелковом полку.
- Четвертухин, Пётр Дмитриевич (1905—1968) — советский военачальник, полковник. В 1927—1929 гг. служил курсантом полковой школы и помкомвзвода в 64-м стрелковом полку.
- Фёдоров, Михаил Владимирович (1904—19??) — советский военачальник, гвардии полковник. В 1939—1942 гг. служил командиром 246-го стрелкового полка, а затем 304-го стрелкового полка.
- Якушов, Александр Васильевич (1905—1979) — советский военачальник, генерал-лейтенант. В 1927—1928 гг. служил в команде одногодичников 65-го стрелкового полка.

## Газета
Выходила дивизионная газета «Боевая подготовка». Редактор — майор Каирян Ваче Михайлович (1913—19??)